# جامع التوبة
جامع التوبة أحد المساجد الأيوبية في مدينة دمشق في سوريا يقع في منطقة ومحلة العقيبة في دمشق القديمة. بناه الملك الأيوبي الأشرف موسى عام 632 هـ. احترق المسجد عام 699 هـ، عندما دخل التتار مدينة دمشق، ثم خربه جنود تيمورلنك عام 803 هـ، فجدده الأمير شاهين الشجاعي. يحاكي النمط العمارني للمسجد، المسجد الأموي الكبير، ويعتبر ثاني أكبر مدرسة دينية بعد الجامع الأموي.

## بناء الجامع والتسمية
تم بناء الجامع في عهد الملك الأشرف موسى ابن الملك العادل سنة 632هـ، وسمي جامع التوبة بهذا الاسم كما ذكر في كتاب (منادمة الأطلال) ويقول الكاتب كان محل الجامع خان يعرف بخان الزنجاري والخان في الماضي هو بمثابة الفندق اليوم. وكان خارج سور دمشق يعني خارج البلدة، وفي الخان «خان الزنجاري» كانت تقترف المنكرات فتعزف فيه الموسيقى وتغني المغنيات وترقص الراقصات ويباع الشراب وتقام فيه السهرات والاحتفالات. ثم إن الله تاب على صاحبه فأنشأ مكانه جامعاً وأسماه التوبة أو أن الملك الأشرف أمر بهدم الخان وبناء مسجد مكانه.
ممن تولى خطبة الجمعة فيه ابن سلطان العلماء، العز بن عبد السلام، يحيى بن العز بن عبد السلام. وكثير غيره من أكابر العلماء ومشهوريهم.
ولجامع التوبة ماض عريق في العلم والقراءة من ذلك آل الحلواني الذين حفظوا القراءة في الشام، ومنهم آل البرهاني الذي تولوا الخطابة والتدريس والإمامة مدة طويلة تقرب من مائتي عام ومازلو إلى الآن. والداخل إلى الجامع يجد على جداره الشرقي لوحة بأسماء العلماء المتأخرين الذين تولوا مهام الإمامة والخطابة والتدريس، منهم الشيخ محمد سعيد البرهاني، وولده الشيخ محمد هشام البرهاني.
تولى مهام التدريس فيه الشيخ محمد هشام البرهاني ويتولى مهام الخطابة الشيخ محمد ياسر برهاني وفيه نشاط قرآني جيد إلى الآن ويشرف عليه الشيخ عدنان شيخ الحدادين والشيخ خالد العلبي. ويعتبر جامع التوبة من أهم المدراس الدينية في الوطن العربي ودرس فيه الكثير من علماء العصر.